# Грейвз, Томас, 1-й барон Грейвз
Томас Грейвз, 1-й барон Грейвз, кавалер ордена Бани (англ. Thomas Graves, 1st Baron Graves; 23 октября 1725 — 9 февраля 1802) — британский адмирал и колониальный чиновник.

## Биография
Грейвз был вторым сыном контр-адмирала Томаса Грейвза из Танкс (Thanckes) в Корнуолле.
В первый год Семилетней войны, Грейвз не вышел навстречу французскому кораблю, пославшему вызов. Он был осужден военно-полевым судом за уклонение от боя, и получил выговор.
Грейвз стал коммодор-губернатором Ньюфаундленда в 1761 году и исполнял обязанности конвоирования сезонных рыболовных флотов от Англии до острова. В 1762 году он узнал, что французские корабли захватили Сент-Джонс, Ньюфаундленд. Грейвз, адмирал Александр Колвилл и полковник Уильям Амхерст совместно отбили город-порт.
После окончания Семилетней войны, под его ответственность попал Лабрадор, тогда как французский рыболовный флот вернулся к французскому берегу и на Сен-Пьер и Микелон. Грейвз строго следил за соблюдением договора, настолько что французское правительство заявило протест. Губернаторство Грейвза закончилась в 1764 году.
Он вернулся к активной службе во время Американской войны за независимость и стал главнокомандующим Североамериканской эскадры в 1781 году, когда Мариотт Арбютнот вернулся домой.
Во время Американской войны за независимость его флот потерпел поражение от графа де Грасса в битве в устье Чесапикского залива 5 сентября 1781 года, приведшее к сдаче лорда Корнуоллиса в Йорктауне. В сентябре 1782 года возвращавшийся в Англию конвой под его командованием попал в сильный шторм у берегов Ньюфаундленда. Захваченные французские корабли, 110-пушечный Ville de Paris и 74-пушечный Glorieux, и британские HMS Ramillies (74) и HMS Centaur (74) затонули, а с ними много торговых судов, 3500 человек погибли.
В 1788 году он стал главнокомандующим в Плимуте.
Во время Французской революционной войны, Грейвз был вторым флагманом у адмирала Ричарда Хау при Славном Первом июня 1794 года. Грейвз стал полным адмиралом и был награждён ирландским пэрством (с титулом барон Грейвз из Грейвсенд в графстве Лондондерри).
Он умер в феврале 1802 года, в возрасте 76 лет; его баронство унаследовал сын Томас.

## Семья
В 1771 году лорд Грейвз женился на Элизабет, дочери Уильяма Пира Уильямса.